# B'wana Beast
B'wana Beast  est un personnage de fiction appartenant à l'univers de DC Comics.  Créé par Bob Haney et Mike Sekowsky, il apparait pour la première fois dans Showcase #66 en janvier 1967. Grant Morrison en 1989 change le personnage en Freedom Beast dans Animal Man #13.

## Biographie du personnage
Mike Maxwell est un ranger, qui possède un casque spécial avec un sérum qui le transforme en B'wana Beast. Son compagnon Djuba est un gorille.
B'wana Beast est une chimère possédant les pouvoirs de plusieurs animaux. 
Il apparaît dans les histoires d'Animal Man, Crisis on Infinite Earths.

### Freedom Beast
Dominic Mndawe est un Sud-Africain qui combat l'apartheid. Mike Maxwell décide de prendre sa retraite mais il cède auparavant, durant une cérémonie, son casque et le sérum à Dominic Mndawe qui deviendra le Freedom Beast.

### Autres médias
- La Ligue des justiciers (voix de Peter Onorati VF : Olivier Cordina).
- Batman : L'Alliance des héros (voix de Kevin Michael Richardson VF : Michel Vigné).

## Équipes artistiques
George Roussos, Grant Morrison, Chas Truog, Doug Hazlewood